# غواصة من الفئة الثالثة (النمسا-المجر)

الفئة  يو-3 هي فئة من اثنين من الغواصات بنتها وتديرها البحرية النمساوية المجرية ( (بالألمانية: Kaiserliche und Königliche Kriegsmarine)‏. صممها وصنعها فريدريش كروب في كيل، ألمانيا. كانت هذه الفئة جزءًا من جهود البحرية النمساوية الهنغارية لتقييم ثلاثة تصاميم غواصة أجنبية بشكل تنافسي. 